# 신흥무관학교
신흥무관학교(新興武官學校)는 개신교인 감리교회와 장로교회의 지원을 받은 신민회가 1911년 서간도(길림성 통화시 류하현)에서 개교한 독립군 양성 기관으로, 현 경희대학교(慶熙大學校)의 전신이다. 신흥무관학교의 졸업생들은 서로군정서 의용대, 조선혁명군, 대한독립군, 대한민국 임시정부 한국 광복군 등에 참여해 무장 독립운동의 한 축을 차지하며 민족 해방에 크게 기여했다.

## 배경
19세기 말에서 20세기 초 조선에서는 일본 제국의 침략 야욕에 맞서 항일 의병 전쟁과 같은 저항이 있었다. 특히 을사늑약 체결 전후와 대한제국 군대 해산 이후에 의병 활동이 활발하였다. 그러나 일제는 민간인을 학살하고 마을을 불태우는 남한 대토벌 작전과 같은 잔혹한 진압작전을 도입하여 한반도 내에서의 의병 활동이 점차 어려워지게 되었고 1910년 조선이 일제의 식민지로 전락하자 많은 독립운동가들이 만주와 연해주 등지로 활동무대를 옮기게 되었다.
1910년대 국외 독립운동 및 독립군 기지는 러시아와 만주의 국경지역인 흥개호 부근 봉밀산, 동간도 왕청현의 라자구 등 여러 곳에 세워졌다. 당시 독립운동 단체로는 러시아 블라디보스토크에서 창립된 권업회, 동간도의 간민회 등이 있었다. 신흥무관학교는 서간도를 중심으로 활동하였다.

## 설립
1911년 서간도로 이주한 민족운동가들은 그해 5월(음력 4월) 삼원포 대고산에서 군중대회를 열어 경학사 조직을 결의했다. 경학사는 서간도 이주민을 위해 농업 등 실업과 교육을 장려하고 장차 군사훈련을 시키기 위해 만든 결사(結社)조직이었다. 같은해 6월 10일(양력), 이상룡을 주축으로 윤기섭, 이시영, 이회영 형제와 김형선, 이장녕, 이장직, 이동녕 등 군인 출신이 중심이 되어 중국 지린성 류허현 삼원포에 신흥강습소를 설립하였다. 일제의 눈을 피하고 중국 당국의 양해를 얻기 위해 신흥강습소란 이름을 내걸었으나 초기부터 독립군을 양성하기 위한 군사학교의 성격을 지니고 있었다. 신흥이란 이름은 신민회의 신자와, 부흥을 의미하는 흥자를 합쳐 만든 것이다.
통화현(通化縣) 제6구 합니하(哈泥河)에는 중학교 과정과 군사과를 두어 군인을 양성했다. 이 때문에 학생들은 합니하 학교를 ‘신흥 중학교’ 또는 ‘신흥 무관 학교’로 부르거나 인식하기도 했다. 공식 명칭은 어디까지나 ‘신흥 강습소’였다. 신흥강습소는 1919년 삼일운동이후 조선의 젊은이들이 몰려와 수용한계를 넘자 유하현 대두자(大肚子)로 학교를 옮기고 신흥무관학교로 이름을 변경하였다. 대두자가 본교, 기존의 합니하는 분교의 형태를 띠게 되었다. 대두자 학교터에서는 2~3,000여명(추산)의 학생이 교육을 받았다. 학교터는 현재 마을 뒷산의 밭으로 변해 있다.

### 이상룡
이상룡은 안동 유림의 명문가 출신으로 양기탁, 이시영 등의 신민회 운동가의 권유에 따라 만주에 독립군 기지를 건설하기로 결심하고 서간도로 이주하였다. 그는 노비문서를 불태워 자신의 노비들을 해방시킨 뒤 가산을 모두 정리하여 식솔을 이끌고 만주로 이주하였으며, 경학사라는 결사를 조직하여 서간도에 정착촌을 건설하고 신흥무관학교를 설립하여 초대 교장으로 역임하였다. '신흥'의 이름은 곧 독립군 무관을 양성하는 기지로 떠오르기 시작했다. 이상룡은 후일 대한민국 임시정부 국무령을 역임하기도 하였다.

## 6대 정신
1. 임무에 희생 한다.
2. 체련에 필승 한다.
3. 간고에 인내 한다.
4. 사물에 염결 한다.
5. 건설에 창의 한다.
6. 불의에 항거 한다.[14]

## 교가

### 가사
1절
서북으로 흑룡태원 남에영절에

여러만만 헌원자손 업어기르고

동해섬중 어린것들 품에다품어

젖먹여   기른 이   뉘뇨

우리우리 배달나라의 

우리우리 조상들이라

그네가슴 끓는 피가 우리핏줄에

좔좔좔 걸치며 돈다.

2절

백두산밑 비단같은 만리낙원은

반만년래 피로지킨 옛집이거늘

남의자식 놀이터로 내어맡기고

종설움 받는이 뉘뇨

우리우리 배달나라의 우리우리 자손들이라.

가슴치고 눈물뿌려 통곡하여라

지옥의 쇳문이 온다

3절

칼춤추고 말을달려 몸을단련코

새론지식 높은인격 정신을길러

썩어지는 우리민족 이끌어내어

새나라 새울 이 뉘뇨

우리우리 배달나라의

우리우리 청년들이라

두팔들고 고함쳐서 노래하여라.

자유의 깃발이 떳다.

## 서로군정서
신흥무관학교는 1920년 서로군정서 창립의 모태가 되었다. 서로군정서는 경학사의 후신인 한족회의 독자적인 정치 군사 조직이었다. 다음은 님 웨일즈의 저서 《아리랑》에 나오는 김산의 서로군정서에 대한 발언이다.
| “ | 조선인들은 자기들의 인민 정부와 재판소를 가지고 있었으며, 진정한 자치제를 실시하고 있었다. | ” |
|   | — 김산, 《아리랑》, 내일을 여는 역사 제25호에서 재인용                                     |   |

대한민국 임시정부가 수립되자 서로군정서는 독립운동의 대의를 위해 임시정부에 합류하기로 하고 윤기섭을 상해로 파견하였다. 서로군정서는 후일 청산리 전투에 참가하여 일본군을 상대로 대승을 거둔다.

## 졸업생
독립운동을 위한 비밀결사였던 의열단의 많은 단원들과 김좌진 장군 등이 신흥무관학교 출신이었다.
김좌진 장군이 신흥무관학교 졸업생이라는 기록은 보이지 않는다. 다만 신흥무관학교가 일제에 의해 폐교된 이후 졸업생들이 김좌진, 홍범도 부대를 찾아가 합류하였고, 청산리 전투를 함께 치렀다.

## 광복 후
광복 후에는 1947년 서울 종로에 신흥무관학교의 역사와 전통을 계승한 신흥전문학원(新興專門學院)이 설립되었고, 1949년 신흥초급대학(新興初級大學)으로 인가 받았다. 1952년에 4년제인 신흥대학(新興大學)으로 전환되었고, 1955년에는 종합대학인 신흥대학교(新興大學校)로 승격되었다. 교사를 서울 회기동(현 경희대학교 서울캠퍼스)으로 이전한 후, 1960년대에 '신흥대학교'였던 교명을 현재의 경희대학교로 바꾸었다. 참고로 민족무예인 택견을 국가무형문화재 제76호로 지정시키고 본인도 제1호 택견 무형문화재가 된 신한승(辛漢承)은 신흥대학(新興大學) 체육학과 1기생이다.

## 같이 보기
- 이회영
- 이시영
- 김동삼
- 김좌진
- 이경희
- 김원봉
- 이범석
- 경희대학교